# Hári Mária
Hári Mária (Budapest, 1923. augusztus 26. – Budapest, 2001. október 6.) orvos, Pető András legközelebbi munkatársa, a Mozgássérültek Pető András Nevelőképző és Nevelőintézetének igazgatója.

## Életpályája
Hári Mária 1941-es érettségi vizsgája után Mozdulattanító-tanfolyamot végzett, de ezzel a képzettséggel nem tudott elhelyezkedni. Különböző munkahelyeken fordult meg, például szövőgyárban, majd egészségügyi intézményekben (Semmelweis Kórház, Eötvös Loránd Rádium és Röntgen Intézet, stb.). Már 1945-ben megismerkedett Pető Andrással és az ő mozgásterápiai, mozgáspedagógiai módszereivel, szinte együtt kezdték tervezni a későbbi Pető Intézetet. 1952-es orvostudományi doktori szigorlata után Hári Mária egész életét a Pető Intézetben töltötte, a konduktív pedagógiai módszerek kidolgozásán és a főiskolai szintű konduktorképzés megvalósításán munkálkodott. A konduktív pedagógiai módszer segítségével azokat a mozgássérülteket is vissza tudták segíteni a hétköznapi életbe, akiknek mozgásszervi betegsége addig megoldhatatlan feladat elé állította az orvosokat és a gyógypedagógusokat. A ma már Pető-módszer néven elhíresült módszer megismertetése és terjesztése érdekében Hári előadásokat tartott itthon és külföldön, publikált hazai és nemzetközi folyóiratokban, fogadta az intézetben a hazai és a külföldi mozgássérült gyermek- és felnőtt betegeket, akik bénulásban, Parkinson-kórban, sclerosis multiplex-ben, vagy agyvérzésben, stb. szenvedtek maradandó mozgásszervi károsodást. Kapcsolatot tartott a módszer iránt érdeklődőkkel, számos országban, főleg Angliában nagy népszerűségnek örvendett. Az angoloktól is kitüntetésekben részesült.
A Pető Intézetben szervezői, alorvosi teendőket látott el, majd adjunktusi beosztásba került, 1967 őszétől Pető András halála után ő látta el az igazgatói teendőket. 1994-ben vonult nyugalomba, de a tanítást és a tudományos munkát nem hagyta abba. Soha nem ment férjhez, hivatásának élt. Halálát gerincrák okozta.

## Emlékezete
Halála után a Pető Intézet szakmai könyvtára, mely elsősorban konduktív pedagógiai forrásokat és irodalmat tartalmaz, Hári Mária nevét vette fel, a könyvtár és forrásközpont mai neve: „Hári Mária Kari Könyvtár és Forrásközpont.” Tiszteletére a Pető András Alapítvány Hári Mária Pályázatot és Hári Mária Díjat alapított. Emlékelőadások jelzik ma is élő módszerének hatását.

## Munkái
- Konduktív pedagógia (1971-1982) Ákos Károllyal
- Konduktív pedagógia Conductive education (1988) Ákos Károllyal
- A konduktív pedagógiai rendszer hatékony működésének alapelvei és gyakorlata (1991) többekkel
- Das Pető-System : Prinzipien und Praxis der konduktiven Erziehung (1992)
- A konduktív pedagógia története (1997)
- Összehasonlító konduktív pedagógia (1998, 2001)

## Díjak, kitüntetések
- University of Birmingham: Doctor Honoris Causa
- The Most Excellent Order of the British Empire (a Brit Birodalom Rendje).
- Állami-díj (1983)
- A Magyar Érdemrend középkeresztje (1994)
- Szent-Györgyi Albert-díj (1996)